# エラスチン
エラスチン（英: Elastin）は、弾性線維の構成要素となるタンパク質である。弾性線維はコラーゲン線維を支える役割を持つ線維である。
ヒトのエラスチン含有量は、項靱帯で約78～80%、動脈で約50%、肺で約20%、真皮で約2～5%を占める。ヒトだけでなく、ブタやウシ、ウマなどの哺乳類やその他では魚類などにも含まれている。エラスチンは皮膚や血管では年齢と共に減少し皺の原因となる。

## 性質
エラスチンは、生体内においてまず前駆体タンパク質・トロポエラスチン（分子量70,000）として血管や平滑筋細胞、線維芽細胞などで生合成される。次にトロポエラスチン分子は、ミクロフィブリルと呼ばれる糖タンパク質の周囲や間隙に集合した後、分子間で適切に架橋されて弾性線維のコアタンパク質であるエラスチンとなる。正常なエラスチンの形成には、この第一段階であるトロポエラスチンの規則的な自己集合が重要で、この自己集合を「コアセルベーション」と呼ぶ。また、コアセルベーションはエラスチンの形成のみならず、エラスチンの弾性機能の発現にも深く関与することが知られている。